# 기러기속
기러기속(Anser)은 오리과의 속이다. 회색기러기와 흰기러기 등이 포함된다. 이들은 겨울에 남쪽으로 이주하는 철새이며 보통 1월 0 °C~5 °C 사이 등치선의 온난한 지역으로 이주한다.
11개의 종이 생존해있으며 가장 큰 것은 회색기러기로 2.5~4.1킬로그램에 달한다. 모든 종이 다리가 핑크색이나 오렌지색이며 부리는 핑크색, 오렌지색, 또는 검은색이다.

## 종
이 속에는 11개 종이 있다:
| 이미지 | 학명                 | 일반명                      | 서식지                                                                                     |
| ------ | -------------------- | --------------------------- | ------------------------------------------------------------------------------------------ |
|        | Anser indicus        | 줄기러기                    | 중앙아시아                                                                                 |
|        | Anser canagicus      | 흰머리기러기(황제기러기)    | 알류샨 열도, 알래스카                                                                      |
|        | Anser rossii         | 작은흰기러기                | 북아메리카                                                                                 |
|        | Anser caerulescens   | 흰기러기                    | 북아메리카                                                                                 |
|        | Anser anser          | 회색기러기                  | 서유럽, 아이슬란드, 노르웨이, 핀란드, 발트국가, 러시아 북부, 폴란드, 헝가리 동부, 루마니아 |
|        | Anser cygnoides      | 개리                        | 몽골 내륙, 중국 북쪽끝, 러시아 남동부                                                      |
|        | Anser fabalis        | 큰부리큰기러기              | 북유럽과 아시아                                                                            |
|        | Anser brachyrhynchus | 분홍발기러기                | 유럽 북서부(특히 아일랜드, 영국, 네덜란드, 덴마크 서부)                                    |
|        | Anser serrirostris   | 큰기러기(Tundra bean goose) | 시베리아 북부                                                                              |
|        | Anser albifrons      | 쇠기러기                    | 북아메리카, 시베리아 동부. 미국과 일본에서 겨울을 남.                                      |
|        | Anser erythropus     | 흰이마기러기                | 아시아 북쪽끝 (유럽에서도 드물게 관찰됨)                                                   |